# Ndjong
Ndjong ou Njongo est un village de la Région du Littoral du Cameroun, situé dans la commune d'Édéa IIe. Il est situé sur la route qui Edéa à Ngambe par Kopongo puis sur une piste rurale vers Dissat.

## Population et développement
En 1967, la population de Ndjong était de 90 habitants. La population de Ndjong était de 16 habitants dont 9 hommes et 7 femmes, lors du recensement de 2005. Elle est essentiellement composée de Bassa. 